# Ken Harvey
Kenneth Ray Harvey (Austin, 6 maggio 1965) è un ex giocatore di football americano statunitense che ha giocato nel ruolo di linebacker nella National Football League. Al college giocò a football a California.

## Carriera professionistica
Harvey fu scelto come 12ª assoluto nel Draft NFL 1988 dai Phoenix Cardinals. Le migliori stagioni della carriera le passò però coi Washington Redskins, a cui si unì nel 1994, venendo convocato per il quattro Pro Bowl consecutivi fino al 1997. Si ritirò dopo la stagione 1999 divenendo un giornalista sportivo per il Washington Post.

## Palmarès
- Convocazioni al Pro Bowl: 4

1994, 1995, 1996, 1997
- 70 Greatest Redskins

## Statistiche
| Partite    | 164 |
| Tackle     | 882 |
| Sack       | 89  |
| Intercetti | 1   |